# Dick Taylor (Musiker)

Dick Taylor bei einem Auftritt mit The Pretty Things 2007

Richard „Dick“ Clifford Taylor (* 28. Januar 1943 in Dartford, Kent, England) ist ein britischer Musiker. Er ist Mitbegründer der Bands The Rolling Stones und The Pretty Things und war Mitglied von The Mekons.

## Musikalische Karriere
Anfang der 1960er Jahre studierte er Kunst am Sidcup Art College in London und gründete in Dartford zusammen mit seinem Schulfreund Mick Jagger und seinem damaligen Kommilitonen Keith Richards die Band Little Boy Blue and the Blue Boys. Nach kurzer Zeit stießen Ian Stewart, Tony Chapman und Brian Jones dazu, und der Bandname wurde 1962 in „The Rolling Stones“ geändert. Im August 1962 verließ Taylor die Band, um sein Studium fortzusetzen. Sein Nachfolger wurde Bill Wyman. 
Schon 1963 übernahm Taylor aber die Leadgitarre bei der Band The Pretty Things, die er gemeinsam mit dem bis zu diesem Zeitpunkt in der Musikszene unbekannten Sänger Phil May gegründet hatte. Die Band erregte in der Anfangszeit bei Fans und in den Medien durch ihre harte Musik und ein für damalige Begriffe exaltiertes Auftreten großes Aufsehen und wurde als Konkurrenz der Rolling Stones gehandelt. Dies hatte zur Folge, dass verschiedene Singles und die erste LP  der Band kommerziell erfolgreich waren. 1968 war Taylor maßgeblich an der Schaffung ihres Konzeptalbums S. F. Sorrow beteiligt. Nach dem kommerziellen Misserfolg dieser LP verließ er vorübergehend die Pretty Things. Er produzierte das Debütalbum von Hawkwind und ist auch als Gitarrist darauf zu hören.
In den 1970er Jahren gehörte er zeitweise der Punkband Mekons an und musste sich zwischenzeitlich als Kleiderverkäufer verdingen, bis er 1980 zu den Pretty Things zurückkehrte. Die Band bestand mit Unterbrechungen bis zum Tod Phil Mays im Jahr 2020. 